# Primado (psicología)
En psicología, la preparación, imprimación, facilitación o priming (primado es un anglicismo mal traducido) es un efecto relacionado con la memoria implícita por el cual la exposición a determinados estímulos influye en la respuesta que se da a estímulos presentados con posterioridad. Este fenómeno puede tener lugar a nivel perceptivo, semántico o conceptual. Como ejemplo de preparación perceptiva, si se presenta a una persona una lista de palabras entre las que se encuentra la palabra «tablero», y posteriormente se le pide que participe en una tarea de completar palabras, las posibilidades de que ante la presentación de las letras «Tab» dé como respuesta «Tablero» son mucho mayores que si no se hubiera visto previamente esa palabra en la lista inicial. En otro contexto, existe una prueba consistente en identificar una imagen a partir de un pequeño fragmento. A medida que va transcurriendo el tiempo, se le va proporcionando al participante una sección más amplia de la imagen, hasta que finalmente es capaz de identificarla. La primera vez que una persona se enfrenta a una determinada imagen, necesitará una mayor cantidad de tiempo para reconocerla que en aquellos casos en los que ya la ha identificado con anterioridad en un ensayo previo.
Los efectos de la preparación pueden ser muy salientes y duraderos, incluso más que la simple memoria de reconocimiento. Los efectos inconscientes de la preparación pueden afectar a la elección de una palabra determinada ante una prueba de completar palabras, incluso mucho tiempo después de que el recuerdo consciente de las palabras preparadas haya sido olvidado.
La preparación tiene lugar de forma más evidente en los casos en los que ambos estímulos comparten la misma modalidad sensorial. Por ejemplo, la preparación visual funciona mejor ante pistas visuales, y la preparación verbal funciona mejor ante pistas verbales. Pero el efecto de preparación puede ocurrir también entre diferentes modalidades sensoriales. Algunos investigadores han realizado estudios con preparaciones de modalidad cruzada para investigar déficits sintácticos en pacientes con daño cerebral del área de Broca, así como entre palabras relacionadas semánticamente (preparación semántica), como «médico» y «enfermera».

## Tipos

### Preparación positiva y negativa
En este contexto, los términos «positivo» y «negativo» hacen referencia al modo en que la preparación afecta a la velocidad del procesamiento. Una preparación positiva acelera la velocidad de procesamiento, mientras que una preparación negativa la disminuye hasta niveles inferiores a los casos en los que no existe ningún tipo de preparación. La preparación positiva está causada por la mera experimentación de los estímulos, mientras que la preparación negativa tiene lugar cuando se experimenta el estímulo y posteriormente se ignora. El efecto de la preparación positiva tiene lugar incluso si el estímulo preparado no es percibido de manera consciente. Los efectos de las preparaciones positivas y negativas pueden observarse en las lecturas de los potenciales evento-correlato (un método neurofisiológico que sirve como índice de determinadas funciones cerebrales -atención, memoria, etc.- a partir del registro de los cambios de actividad cerebral durante determinadas tareas cognitivas).
Se cree que la preparación positiva está causada por la propagación de la activación. Esto significa que el primer estímulo activa partes de una representación o asociación particular en la memoria justo antes de llevar a cabo una acción o tarea. Esta representación aún se encuentra parcialmente activada cuando aparece el segundo estímulo, por lo que sólo se requiere una pequeña activación adicional para alcanzar una representación consciente del mismo.
La preparación negativa es más complicada de explicar. Se han hipotetizado muchos modelos, pero los más ampliamente aceptados en la actualidad son el modelo de inhibición selectiva (o distractora) y el modelo de la recuperación episódica. Según el modelo de inhibición selectiva, la activación de los estímulos ignorados se ve inhibida por el cerebro. El modelo de la recuperación episódica hipotetiza que los ítems ignorados son etiquetados como «para no responder» por el cerebro. Más adelante, cuando el cerebro trata de recuperar esta información, esta etiqueta provoca un conflicto. El tiempo que se tarda en resolver este conflicto es lo que causa el efecto de la preparación negativa.

### Preparación perceptual y conceptual
La diferencia entre las preparaciones perceptual y conceptual reside en si la preparación tiene lugar entre ítems que tengan una forma similar, o bien que tengan un significado similar.
La preparación perceptual o perceptiva se basa en la forma de los estímulos, y se ve favorecido por el grado de similitud entre el estímulo previo y el posterior. Es sensible a la modalidad sensorial y a la forma exacta de los estímulos presentados. Un ejemplo de preparación perceptual es el ya referido anteriormente de identificación de una palabra incompleta en una prueba de completar palabras. No obstante, la presentación del primer estímulo visual no tiene que ser exactamente igual que la del segundo para que el fenómeno de preparación tenga lugar. Así, diversos estudios han demostrado que, por ejemplo, el tamaño absoluto de los estímulos puede variar, y aun así seguir existiendo evidencias significativas de la existencia de la preparación.
La preparación conceptual se basa en el significado de los estímulos, y se pone de manifiesto durante tareas de tipo semántico. Por ejemplo, la palabra «mesa» mostrará efectos de preparación sobre la palabra «silla», ya que ambas pertenecen a la misma categoría semántica (muebles).

### Preparación (o imprimación) de repetición
La preparación de repetición o preparación directa es una forma de preparación positiva. Cuando se experimenta un estímulo, también se produce una preparación. Esto significa que las posteriores experiencias con ese mismo estímulo serán procesadas por el cerebro de una forma más rápida. Este fenómeno se ha probado en las palabras empleadas en una tarea de decisión léxica.

### Preparación (o imprimación) semántica
En La preparación semántica, el estímulo preparado y el objetivo corresponden a la misma categoría semántica, y comparten algunas características. Por ejemplo, la palabra «perro» puede preparar hacia la palabra «lobo», ya que ambos son animales similares. Se ha propuesto que la preparación semántica funciona mediante la propagación de la activación de redes de trabajo neuronales. Cuando una persona piensa en un ítem de una categoría determinada, otros ítems similares son estimulados por el cerebro. Incluso aunque no se trate de palabras: los morfemas pueden producir el efecto de preparación sobre palabras completas que los incluyan. Por ejemplo, el morfema 'psico' puede producir un efecto de preparación sobre la palabra 'psicología'.

### Preparación asociativa
En la preparación asociativa, el objetivo es una palabra que presenta una alta probabilidad de aparecer junto al estímulo que produce la preparación, y se encuentra asociado a él, aunque no necesariamente de un modo semántico. Así, «perro» puede servir como estímulo preparatorio para «gato», dado que ambas palabras se encuentran fuertemente asociadas y suelen aparecer juntas en expresiones como «llevarse como el perro y el gato».
Un efecto similar se conoce con el nombre de preparación contextual. En este caso, un contexto determinado actúa acelerando el procesamiento de estímulos que suelen aparecer en ese contexto en concreto. Una aplicación útil de este efecto tiene que ver con la lectura de un texto escrito. La gramática y el vocabulario de las frases proporcionan pistas contextuales para las palabras que pueden sucederse a continuación. Estas palabras posteriores se procesan más rápidamente que si se leyeran por separado. Este efecto es mayor para las palabras más difíciles o poco comunes.

### Preparación de respuesta
En el ámbito de la psicología de la percepción visual y el control motor, el término «preparación de respuesta» denota una forma especial de efecto de preparación visomotora. La característica distintiva de este tipo de preparación es que el preparatorio y el objetivo se presentan en rápida sucesión (usualmente, con una diferencia de menos de 100 milisegundos), y están emparejados con respuestas motoras idénticas o alternativas. Cuando se requiere una rápida respuesta motora para clasificar los estímulos objetivo, el hecho de presentar un estímulo preparatorio inmediatamente antes puede inducir un conflicto de respuesta al provocar que se asigne una respuesta equivocada ante el objetivo. Estos conflictos de respuesta tienen efectos observables en la conducta motora, lo que lleva a efectos de preparación, por ejemplo, en tiempos de respuesta e índices de error. Una propiedad especial de la preparación de respuesta es su independencia de la conciencia visual del estímulo preparatorio; así, los efectos de la preparación de respuesta pueden incrementarse incluso bajo condiciones en las que se reduce la conciencia de la presencia del estímulo preparatorio.

### Preparación por amabilidad
La preparación por amabilidad es una forma especifica de preparación que ocurre cuando el sujeto experimenta un acto de amabilidad o bondad y posteriormente experimenta un umbral de activación más bajo cuando se encuentra con estímulos positivos. Una característica única de la preparación por amabilidad es que causa un aumento temporal de resistencia a los estímulos negativos, además de una mayor activación de las redes asociativas positivas. Esta forma de preparación está relacionada de manera muy cercana a la Preparación afectiva.

## Preparación y lesiones cerebrales

### Amnesia
Los pacientes con amnesia suelen experimentar daños en el lóbulo temporal, lo que provoca un empeoramiento en la formación y recuperación de recuerdos explícitos de hechos y acoontecimientos de la vida diaria. Los estudios sobre la preparación en estos pacientes arrojan diversos resultados, en función del tipo de preparación estudiada, así como de la lectura en voz alta de las instrucciones.
El desempeño de los pacientes amnésicos en tareas de preparación perceptual es tan eficaz como el de los sujetos sanos, aunque muestran algunas dificultades en tareas de preparación conceptual, dependiendo de la prueba concreta de que se trate. Por ejemplo, tienen un desempeño normal en tareas de categorización, pero muestran un deterioro de la preparación en cualquier tarea que implique responder a preguntar de conocimientos generales.
La lectura en voz alta de las instrucciones de la prueba tiene un enorme efecto en la capacidad de los amnésicos para completar la tarea con éxito. Durante el desempeño de una prueba de completar palabras, los pacientes amnésicos fueron capaces de ejecutar satisfactoriamente la tarea cuando se les pidió que usaran la primera palabra que se les venía a la mente, pero cuando se les pidió explícitamente que utilizaran una de las palabras que habían leído en la lista inicial, el rendimiento decayó considerablemente.
En suma, los estudios realizados con pacientes amnésicos indican que la preparación está controlado por un sistema cerebral diferente al sistema temporal medio que sustenta a la memoria explícita.

### Afasia
Quizás la primera utilización que se ha realizado de la preparación semántica sobre pacientes neurológicos tiene que ver con el estudio de pacientes con afasia. En un estudio, pacientes con afasia de Wernicke que se mostraban incapaces de realizar juicios semánticos mostraban evidencias de preparación semántica, mientras que los pacientes con afasia de Broca que sí eran capaces de realizar este tipo de juicios mostraban un efecto de preparación semántica menos consistente que los pacientes de afasia de Wernicke y que los sujetos del grupo control (Milberg y Blumstein, 1981). Esta disociación se extendió a otras categorías lingüísticas, como el procesamiento fonológico y sintáctico.

### Demencia
Los pacientes de enfermedad de Alzheimer, la forma más común de demencia, han sido estudiados extensamente desde los inicios del estudio de la preparación. En algunos casos los resultados no son homogéneos, pero en suma, se ha encontrado que estos pacientes muestran un efecto de preparación reducido en tareas de completar palabras y tareas de asociación libre, pero mantienen un rendimiento normal en tareas de decisión léxica. Estos resultados sugieren que los pacientes con Alzheimer muestran un deterioro en cualquier tipo de tarea de preparación que requiera un procesamiento a nivel semántico de los estímulos, pero conservan una ejecución a niveles normales en las tareas que requieran una interpretación viso-perceptiva.

### Lesiones corticales focales
El paciente J.P., afectado por una lesión en el giro temporal medial izquierdo, con el resultado de una sordera verbal pura (incapacidad para comprender palabras habladas, pero manteniendo la capacidad de leer y escribir, y sin perjuicio de la capacidad auditiva general), mostró unos niveles normales de preparación perceptiva, pero la capacidad de experimentar una preparación conceptual ante palabras habladas se vio empeorada.
Otro paciente, N.G., que padecía prosopanomia (incapacidad para recordar nombres propios) a raíz de una lesión en su lóbulo temporal izquierdo, era incapaz de pronunciar espontáneamente nombres de personas o ciudades, pero sí podía ejecutar con éxito una tarea de completar fragmentos de palabras tras haber sido expuesto a estos nombres, lo que demuestra la existencia de capacidades de preparación perceptual intactas.

## Neurología

### Preparación perceptual

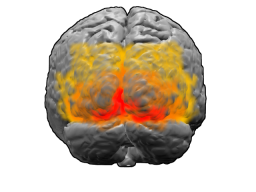
Se cree que el córtex extraestriado (mostrado en naranja y rojo) está involucrado en los procesos de preparación perceptiva

Con la mejora en la ejecución de una tarea, la preparación reduce el procesamiento neuronal de los estímulos sensoriales en la corteza cerebral a medida que se van repitiendo los estímulos. Esto se ha encontrado en grabaciones unicelulares y en electroencefalografía de ondas gamma con tomografía por emisión de positrones y resonancia magnética de imágenes. Esta reducción se debe a un efecto de afinamiento en la representación sobre determinadas áreas sensoriales de procesamiento temprano, es decir, se reduce el número de neuronas que representan al estímulo. Esto conduce a una activación más selectiva de las neuronas que representan al objeto estimular a niveles de procesamiento congnitivo más elevados.

### Preparación conceptual
La preparación conceptual se ha asociado a una reducción del flujo sanguíneo en el córtex prefrontal izquierdo. Se cree que el córtex prefrontal izquierdo está involucrado en el procesamiento semántico de las palabras, entre otras funciones.
En cualquier caso, la concepción de que la preparación perceptual está controlado por el córtex extraestriado, mientras que la preparación conceptual está controlado por la corteza prefrontal izquierda es, sin duda, una visión simplificada de la realidad, y los trabajos actuales se centran en dilucidar con más detalle las regiones cerebrales involucradas en estos procesos de preparación.

## En la vida cotidiana
Se cree que la preparación juega un papel importante en la formación de estereotipos. Esto se debe a que la atención prestada a una respuesta determinada incrementa la frecuencia de esa respuesta, incluso si esta respuesta es indeseada. La atención prestada a esta respuesta actúa como preparatorio de una activación posterior.
Este fenómeno puede tener lugar incluso si el sujeto no es consciente del estímulo preparatorio. John Bargh et al. ofrecen un ejemplo de esto en un estudio realizado en el año 1996. Los sujetos eran preparados implícitamente con una serie de palabras usualmente ligadas al estereotipo de la gente anciana. A pesar de que las palabras no mencionaban explícitamente velocidad o lentitud, aquellos que fueron preparados con este tipo de palabras caminaban más lentamente al salir de la sala de pruebas que aquellos que habían sido preparados con estímulos neutros. Se encontraron efectos similares con estímulos relacionados con la rudeza o la educación: las personas preparadas con palabras rudas se mostraban más propensos a interrumpir al investigador que los que habían sido preparados con palabras neutras; y los sujetos que habían sido expuestos a palabras relacionadas con los buenos modales fueron los menos propensos a interrumpir. Un estudio de Harvard mostró que algo tan simple como sostener una bebida fría o caliente antes de una entrevista puede influir positiva o negativamente en la opinión que se forme el entrevistador.